# Eurhynchium locarnense
Eurhynchium locarnense là một loài Rêu trong họ Brachytheciaceae. Loài này được (De Not.) Kindb. mô tả khoa học đầu tiên năm 1884.